# Maria Bawarska
Maria Ludwia Teresa Wittelsbach (ur. 6 lipca 1872 w Lindau (Bodensee); zm. 10 czerwca 1954 w Lindau (Bodensee)), księżniczka Bawarii.

## Życiorys
Była córką króla Ludwika III Bawarskiego i jego żony, królowej Marii Teresy.
31 maja 1897 w Monachium wyszła za mąż za Ferdynanda Piusa Burbona, księcia Kalabrii. Jej mąż był synem Alfonsa Burbona, hrabiego Caserty i księcia Obojga Sycylii oraz jego żony i kuzynki - Marii Antonietty Burbon, księżniczki Obojga Sycylii. Maria zmarła w wieku 81 lat w Villa Amsee, Lindau (Bodensee).

## Dzieci
1. Maria Antonietta (1898–1957), niezamężna
2. Maria Cristina (1899–1985), od 1948 żona Manuela Sotomayora Luny, wiceprezydenta Ekwadoru
3. Ruggero Maria, książę Noto (1901–1914)
4. Barbara Maria Antonietta Luitpolda (1902–1927), od 1922 żona Franza Xaviera, hrabiego Stolberg-Wernigerode
5. Lucia Maria Raniera (1908–2001), od 1938 żona księcia Eugeniusza Savoy-Genoa (młodszego syna Tomasza, drugiego księcia Genui
6. Urraca Maria Isabella Carolina Aldegonda (1913–1999), niezamężna